# Stępowo
Stępowo – wieś w Polsce, położona w województwie kujawsko-pomorskim, w powiecie rypińskim, w gminie Rypin.

## Podział administracyjny
W latach 1975–1998 miejscowość administracyjnie należała do województwa włocławskiego.
Przez miejscowość przebiega droga wojewódzka nr 563.

## Demografia
Według Narodowego Spisu Powszechnego (III 2011 r.) liczyła 362 mieszkańców. Jest dziesiątą co do wielkości miejscowością gminy Rypin.